# Útěk z Alcatrazu
Útěk z Alcatrazu (v anglickém originále Escape from Alcatraz) je americký životopisný vězeňský film z roku 1979, který režíroval a produkoval Don Siegel. Scénář, který napsal Richard Tuggle, vychází ze stejnojmenné knihy literatury faktu z roku 1963 od J. Campbella Bruce, která popisuje útěk vězňů z věznice s maximální ostrahou na ostrově Alcatraz v roce 1962. Ve filmu si zahrál Clint Eastwood v roli vůdce útěku Franka Morrise, dále Patrick McGoohan, Fred Ward, Jack Thibeau, Larry Hankin a ve svém filmovém debutu se objevil Danny Glover.
Po filmech Cooganův trik (1968), Dva mezci pro slečnu Sáru (1970), Oklamaný (1971) a Drsný Harry (1971) se jedná o pátou a poslední spolupráci Siegela a Eastwooda.
Film, který byl uveden do amerických kin společností Paramount Pictures 22. června 1979, získal uznání kritiky a byl finančně úspěšný, patřil ke komerčně nejúspěšnějším filmům roku 1979.

## Děj
Na začátku roku 1960 dorazí na Alcatraz notorický uprchlík Frank Morris, odsouzený zločinec, který už dříve unikl z několika vězení. Během příjmu ukradne ze stolu náčelníka vězení nůžky na nehty, což se později ukáže jako klíčové.
Brzy se seznámí s dalšími vězni: excentrickým Litmusem, milovníkem dezertů, černošským vězněm Englishem, odsouzeným na doživotí za sebeobranu, a malířem Docem, který pěstuje chryzantémy jako symbol svobody. Morris si také vytvoří nepřítele ve Wolfovi, násilníkovi, který ho obtěžuje a později na něj zaútočí. Oba jsou posláni do izolace.
Náčelník vězení zjistí, že Doc namaloval jeho nelichotivý portrét, což ho rozzuří natolik, že mu zabaví malířské náčiní. Zničený Doc si v dílně usekne prsty sekerou. Mezitím Morris obnoví přátelství s bratry Johnem a Clarencem Anglinovými a vytvoří s nimi a vězněm Charleym Buttsem plán na útěk. Využívají oslabenou betonovou zeď kolem ventilačních mříží v celách, kopou lžícemi, vyrábějí atrapy hlav z papírové hmoty a vlasů a sestavují vor z pláštěnek.
Po několikaměsíčním kopání jsou připraveni k útěku. Náčelník vězení na poslední chvíli přikazuje Morrisův přesun na jiné oddělení, ale plán se tím nenaruší. Při večerním jídle Morris položí na stůl chryzantému na počest Doca, ale náčelník vězení ji rozdrtí, což způsobí Litmusovi infarkt. Když Wolf vyjde z izolace a chystá se Morrise napadnout, English ho zastraší.
V noci Morris a bratři Anglinové prchají ventilační šachtou, ale Butts zpanikaří a neodváží se je následovat. Trojice se dostane na střechu, vyhne se reflektorům a vyšplhá přes ostnatý drát na pobřeží. Nafouknou vor a s jeho pomocí se dostanou do vody, kde plavou směrem k pevnině.
Ráno je jejich útěk odhalen a spustí se rozsáhlé pátrání. V zálivu se najdou útržky pláštěnek a osobní věci uprchlíků. Náčelník vězení se snaží přesvědčit vyšetřovatele, že se utopili, ale jeden policista namítne, že mohli úmyslně odhodit své věci, aby to tak vypadalo. O něco později náčelník vězení na ostrově Angel Island nalezne chryzantému, přestože tam žádné nerostou, což naznačuje, že Morris a Anglinové přežili.
Doslov filmu uvádí, že uprchlíci nebyli nikdy nalezeni a věznice Alcatraz byla méně než rok po jejich útěku uzavřena.